# هولتولن
هولتولن، باللغة النرويجية Holtålen، هي بلدية في مقاطعة سور تروندلاغ وتنتمي لإقليم غاولدالين. المقر الإداري للبلدية هو قرية أولن، كما تضم قرى أخرى مثل: هيسدالين، أوناغراندا، هالتدالين ورينبيغدا.

## معلومات عامة
تأسست بلدية هولتالين (باللغة النرويجية Holtaalen) في 1 يناير/كانون الثاني 1838. في 1841 تم فصل الجزء الغربي من هولتالين ليشكل بلدية مستلقة تدعى سينغسوس. في عام 1855 الجزء تم فصل الجزء الجنوبي من هولتالين ليشكل بلدية مستلقة تدعى أولن. في عام 1921 تغيرت تهجئة اسم البلدية إلى Holtålen . في عام 1937 تغير اسم البلدية من هولتولن إلى هالتدالين. في 1 يناير/كانون الثاني 1972 تم جمع بلديتي هالتدالين وأولن لتشكيل بلدية واحدة تدعى هولتولن. في 21 أبريل/نيسان 1989 تم ضم جزء صغير غير مأهول بالسكان إلى هولتولن بعد فصله من روروس.

### التسمية
التسمية باللغة النوردية القديمة هي: Holtdalr ولاحقا Holtáll. الجزء الأول هو الاسم القديم لنهر هولدا، أما الجزء الأخيرdalr فيعني «وادي»، إلا أن هذا الجزء استبدل حوالي سنة 1400 بكلمة áll والتي تعني «الخندق» أو «المجرى الصخري». تغيرت تهجئة الاسم عدة مرات: Holtaalen قبل 1938، Haltdalen ما بين 1938 و1972، ولاحقا Holtålen منذ 1972.

### شعار النبالة
شعار النبالة اُعتمد حديثا سنة 1988، وهو يصور طائر طيهوج بلون فضي مع خلفية حمراء، في إشارة إلى أهمية الصيد في البلدية.

### الكنائس
كنيسة النرويج تملك ثلاث أبشريات في بلدية هولتولن، وهي تابعة لعمادة غاولدال وأسقفية نيداروس.
| الأبشرية  | اسم الكنيسة         | تاريخ البناء | موقع الكنيسة   |
| --------- | ------------------- | ------------ | -------------- |
| هالتدالين | هالتدالين كيركا     | 1881         | هالتدالين      |
| هالتدالين | هالتدالين ستافكيركا | 1170         | تروندهايم      |
| هالتدالين | أوناغراندا كابل     | 1952         | أوناغرندا      |
| هيسدالين  | هيسدالين كيركا      | 1940         | هيسدالين       |
| أولان     | أولان كيركا         | 1881         | أولان/رينبيغدا |

هالتدالين ستافكيركا كانت موجودة في الأصل في هالتدالين ثم نُقلت إلى متحف في تروندهايم.

## الجغرافيا
ينبع كل من وادي غاولدالن ونهر غاولا من المنطقة الجبلية الواقعة قرب بلدة روروس (22 كيلومترا جنوب أولن). في الجزء الغربي لهولتولن تقع كل من الحظيرة الوطنية فورولهوغنا، جبل فورولهوغنا (على الحدود مع ميدترة غاولدال)، وبحيرة أويوغن.
في الجزء الجنوبي الشرقي يقع كل من منجمي كيولي وكيلينغدال للنحاس (كيلينغدال كان آخر منجم تحت الخدمة وأغلق سنة 1986).
يمر بالبلدية خط السكك الحديدية رورسبانن، وتضم محطتين للسكك الحديدية هما محطة أولن ومحطة هالتدالين.

## روابط خارجية
- الدليل السياحي لمقاطعة سور تروندلاغ على Wikivoyage.
- إحصاءات حول بلدية سور تروندلاغ في موقع الإحصاءات النرويجي.